# Mid-Sussex Football League
De Mid-Sussex Football League is een Engelse regionale voetbalcompetitie. De competitie bestaat uit 10 divisies. De hoogste divisie bevindt zich op het 11de niveau in de Engelse voetbalpiramide. De kampioen promoveert naar de Sussex County Football League.